# موريس باكلي
موريس باكلي (بالإنجليزية: Maurice Buckley)‏ هو عسكري أسترالي، ولد في 13 أبريل 1891 في ملبورن في أستراليا، وتوفي بنفس المكان في 27 يناير 1921.